# Liste der denkmalgeschützten Objekte in Senec
Die Liste der denkmalgeschützten Objekte in Senec enthält die vier nach slowakischen Denkmalschutzvorschriften geschützten Objekte in der Gemeinde Senec im Okres Senec.

## Denkmäler
| Foto |                 | Denkmal / č. ÚZPF                                         | Standort / Konskr. Nr.                                            | Offizielle Beschreibung                             | Beschreibung | Metadaten                                                                   |
| ---- | --------------- | --------------------------------------------------------- | ----------------------------------------------------------------- | --------------------------------------------------- | ------------ | --------------------------------------------------------------------------- |
| ja   | Datei hochladen | Landsitz(sk) ObjektID: 108-537/0                          | 1.mája nám. 8, Standort KG: Senec Konskr.Nr.: 53                  | Turecký dom                                         | Haus Turecký | č. NKP: 108-537/0 Stand des NKP: 2012-02-08 Name: KÚRIA                     |
| ja   | Datei hochladen | Pranger(sk) ObjektID: 108-538/0                           | Mierové nám. 0, Standort KG: Senec Konskr.Nr.:                    | tehla pálená                                        |              | č. NKP: 108-538/0 Stand des NKP: 2012-02-08 Name: PRANIER                   |
| ja   | Datei hochladen | Synagoge(sk) ObjektID: 108-2275/0                         | Mierové nám. 12, Standort KG: Senec Konskr.Nr.: 16                | neologická synagóga neológov                        | neologische  | č. NKP: 108-2275/0 Stand des NKP: 2012-02-08 Name: SYNAGÓGA                 |
| BW   | Datei hochladen | Reitschule(sk) ObjektID: 108-2309/1                       | Vinohradnícka ul. 10,12,14, Standort KG: Senec Konskr.Nr.: 1385-7 | Kúria s majerom                                     |              | č. NKP: 108-2309/1 Stand des NKP: 2012-02-08 Name: ŠKOLA JAZDECKÁ           |
| ja   | Datei hochladen | Kirche(sk) ObjektID: 108-11926/1                          | Farské nám. 1 Standort KG: Senec Konskr.Nr.: 1278                 | r.k.sv.Mikuláša - farský kostol sv.Mikuláša         |              | č. NKP: 108-11926/1 Stand des NKP: 2013-08-08 Name: KOSTOL                  |
| ja   | Datei hochladen | Kapelle(sk) ObjektID: 108-11926/2                         | Farské nám. 1 Standort KG: Senec Konskr.Nr.: 1278                 | r.k.P.M.Lurdskej - Lurdská kaplnka                  |              | č. NKP: 108-11926/2 Stand des NKP: 2013-08-08 Name: KAPLNKA                 |
| ja   | Datei hochladen | Befestigungsmauern(sk) ObjektID: 108-11926/3              | Farské nám. 1 Standort KG: Senec Konskr.Nr.: 1278                 | kamenný - ohradný múr                               |              | č. NKP: 108-11926/3 Stand des NKP: 2013-08-08 Name: MÚR OHRADNÝ             |
|      | Datei hochladen | Friedhof in der Nähe der Kirche(sk) ObjektID: 108-11926/4 | Farské nám. 1 KG: Senec Konskr.Nr.: 1278                          | neskúmaný - príkostolný cintorín                    |              | č. NKP: 108-11926/4 Stand des NKP: 2013-08-08 Name: CINTORÍN PRÍKOSTOLNÝ    |
|      | Datei hochladen | Landschaftsgestaltung(sk) ObjektID: 108-11926/5           | Farské nám. 1 KG: Senec Konskr.Nr.: 1278                          | sadovnícka úprava areálu                            |              | č. NKP: 108-11926/5 Stand des NKP: 2013-08-08 Name: ÚPRAVA SADOVNÍCKA       |
|      | Datei hochladen | Taufbecken(sk) ObjektID: 108-11926/6                      | Farské nám. 1 KG: Senec Konskr.Nr.: 1278                          | kamenná - krstiteľnica                              |              | č. NKP: 108-11926/6 Stand des NKP: 2013-08-08 Name: KRSTITEĽNICA            |
| ja   | Datei hochladen | Figurengruppe - Kruzifix(sk) ObjektID: 108-11925/1        | Farské nám. 1 KG: Senec Konskr.Nr.: 1                             | Ukrižovaný Kristus - Golgota-socha Krista na kríži  |              | č. NKP: 108-11925/1 Stand des NKP: 2013-08-05 Name: SÚSOŠIE-KRÍŽ S KORPUSOM |
| ja   | Datei hochladen | Figurengruppe - Kruzifix(sk) ObjektID: 108-11925/1        | Farské nám. 1 KG: Senec Konskr.Nr.: 1                             | Ukrižovaný Kristus - Golgota-socha Krista na kríži  |              | č. NKP: 108-11925/1 Stand des NKP: 2013-08-05 Name: SÚSOŠIE-KRÍŽ S KORPUSOM |
| ja   | Datei hochladen | Figurengruppe - Statue 1(sk) ObjektID: 108-11925/2        | Farské nám. 1 KG: Senec Konskr.Nr.: 1                             | sv.Mária Magdaléna - Golgota-socha Márie Magdalény  |              | č. NKP: 108-11925/2 Stand des NKP: 2013-08-05 Name: SÚSOŠIE-SOCHA I.        |
| ja   | Datei hochladen | Figurengruppe - Statue 2(sk) ObjektID: 108-11925/3        | Farské nám. 1 KG: Senec Konskr.Nr.: 1                             | Panna Mária - Golgota-socha sv.Panny Márie          |              | č. NKP: 108-11925/3 Stand des NKP: 2013-08-05 Name: SÚSOŠIE-SOCHA II.       |
| ja   | Datei hochladen | Figurengruppe - Statue 3(sk) ObjektID: 108-11925/4        | Farské nám. 1 KG: Senec Konskr.Nr.: 1                             | sv.Ján Evanjelista - Golgota-socha sv.Jána Evanjel. |              | č. NKP: 108-11925/4 Stand des NKP: 2013-08-05 Name: SÚSOŠIE-SOCHA III.      |
| ja   | Datei hochladen | Kreuzwegstation(sk) ObjektID: 108-11925/5                 | Farské nám. 1 KG: Senec Konskr.Nr.: 1                             | 1.zastavenie - Pilát odsudzuje Krista               |              | č. NKP: 108-11925/5 Stand des NKP: 2013-08-05 Name: KAPLNKA KRÍŽOVEJ CESTY  |
| ja   | Datei hochladen | Kreuzwegstation(sk) ObjektID: 108-11925/6                 | Farské nám. 1 KG: Senec Konskr.Nr.: 1                             | 2.zastavenie - Kristus berie kríž                   |              | č. NKP: 108-11925/6 Stand des NKP: 2013-08-05 Name: KAPLNKA KRÍŽOVEJ CESTY  |
| ja   | Datei hochladen | Kreuzwegstation(sk) ObjektID: 108-11925/7                 | Farské nám. 1 KG: Senec Konskr.Nr.: 1                             | 3.zastavenie - 1.pád Krista pod krížom              |              | č. NKP: 108-11925/7 Stand des NKP: 2013-08-05 Name: KAPLNKA KRÍŽOVEJ CESTY  |
| ja   | Datei hochladen | Kreuzwegstation(sk) ObjektID: 108-11925/8                 | Farské nám. 1 KG: Senec Konskr.Nr.: 1                             | 4.zastavenie - Stretnutie Krista s P.M.             |              | č. NKP: 108-11925/8 Stand des NKP: 2013-08-05 Name: KAPLNKA KRÍŽOVEJ CESTY  |
| ja   | Datei hochladen | Kreuzwegstation(sk) ObjektID: 108-11925/9                 | Farské nám. 1 KG: Senec Konskr.Nr.: 1                             | 5.zastavenie - Šimon pomáha Kristovi                |              | č. NKP: 108-11925/9 Stand des NKP: 2013-08-05 Name: KAPLNKA KRÍŽOVEJ CESTY  |
| ja   | Datei hochladen | Kreuzwegstation(sk) ObjektID: 108-11925/10                | Farské nám. 1 KG: Senec Konskr.Nr.: 1                             | 6.zastavenie - Kristus a Veronika                   |              | č. NKP: 108-11925/10 Stand des NKP: 2013-08-05 Name: KAPLNKA KRÍŽOVEJ CESTY |
| ja   | Datei hochladen | Kreuzwegstation(sk) ObjektID: 108-11925/11                | Farské nám. 1 KG: Senec Konskr.Nr.: 1                             | 7.zastavenie - 2.pád Krista pod krížom              |              | č. NKP: 108-11925/11 Stand des NKP: 2013-08-05 Name: KAPLNKA KRÍŽOVEJ CESTY |
| ja   | Datei hochladen | Kreuzwegstation(sk) ObjektID: 108-11925/12                | Farské nám. 1 KG: Senec Konskr.Nr.: 1                             | 8.zastavenie - Kristus napomína plačúce ženy        |              | č. NKP: 108-11925/12 Stand des NKP: 2013-08-05 Name: KAPLNKA KRÍŽOVEJ CESTY |
| ja   | Datei hochladen | Kreuzwegstation(sk) ObjektID: 108-11925/13                | Farské nám. 1 KG: Senec Konskr.Nr.: 1                             | 9.zastavenie - 3.pád Krista pod krížom              |              | č. NKP: 108-11925/13 Stand des NKP: 2013-08-05 Name: KAPLNKA KRÍŽOVEJ CESTY |
| ja   | Datei hochladen | Kreuzwegstation(sk) ObjektID: 108-11925/14                | Farské nám. 1 KG: Senec Konskr.Nr.: 1                             | 10.zastavenie - Vyzliekanie Krista                  |              | č. NKP: 108-11925/14 Stand des NKP: 2013-08-05 Name: KAPLNKA KRÍŽOVEJ CESTY |
| ja   | Datei hochladen | Kreuzwegstation(sk) ObjektID: 108-11925/15                | Farské nám. 1 KG: Senec Konskr.Nr.: 1                             | 11.zastavenie - Pribíjanie Krista na kríž           |              | č. NKP: 108-11925/15 Stand des NKP: 2013-08-05 Name: KAPLNKA KRÍŽOVEJ CESTY |
| ja   | Datei hochladen | Kreuzwegstation(sk) ObjektID: 108-11925/16                | Farské nám. 1 KG: Senec Konskr.Nr.: 1                             | 12.zastavenie - Ukrižovanie Krista                  |              | č. NKP: 108-11925/16 Stand des NKP: 2013-08-05 Name: KAPLNKA KRÍŽOVEJ CESTY |
| ja   | Datei hochladen | Kreuzwegstation(sk) ObjektID: 108-11925/17                | Farské nám. 1 KG: Senec Konskr.Nr.: 1                             | 13.zastavenie - Snímanie Krista z kríža             |              | č. NKP: 108-11925/17 Stand des NKP: 2013-08-05 Name: KAPLNKA KRÍŽOVEJ CESTY |
| ja   | Datei hochladen | Kreuzwegstation(sk) ObjektID: 108-11925/18                | Farské nám. 1 KG: Senec Konskr.Nr.: 1                             | 14.zastavenie - Ukladanie Krista do hrobu           |              | č. NKP: 108-11925/18 Stand des NKP: 2013-08-05 Name: KAPLNKA KRÍŽOVEJ CESTY |

## Legende
Die Tabelle enthält im Einzelnen folgende Informationen:
| Foto:                    | Fotografie des Denkmals. |
| Denkmal / č. ÚZPF:       | Die Übersetzung der Bezeichnung des Denkmals, wie sie vom Slowakischen Denkmalamt (Pamiatkový úrad Slovenskej republiky) verwendet wird. Die Originalbezeichnung ist unter dem Fragezeichen angegeben. Fehlt die Übersetzung, so wird die Originalbezeichnung direkt angezeigt. Weiters ist die Objekt-Identifikationsnummer (Objekt ID) angeführt. Sie ist die offizielle, in der Slowakei eindeutige Nummer č. ÚZPF inklusive der zugehörigen Zählnummer, wie sie in den Daten des Denkmalamtes angegeben wird. Da diese nur innerhalb eines Landkreises gezählt wird, ist dessen Nummer der Denkmalnummer vorangestellt. |
| Standort:                | Wenn in der Liste vorhanden, ist die Adresse angegeben. In Klammern kann sich noch eine zusätzliche Adresse befinden, wenn es beispielsweise ein Eckhaus ist. Bei freistehenden Objekten ohne Adresse (zum Beispiel bei Bildstöcken) ist eine Adresse angegeben, die in der Nähe des Objekts liegt. Durch Aufruf des Links Standort wird die Lage des Denkmals in verschiedenen Kartenprojekten angezeigt. Darunter sind die Katastralgemeinde (KG) und, wenn vorhanden, die Konskriptionsnummer (Konskr. Nr.) angegeben.                                                                                                   |
| Offizielle Beschreibung: | Es ist die Kurzbeschreibung auf Slowakisch, wie sie in den offiziellen Listen angegeben ist, eingetragen. |
| Beschreibung:            | Kurze Angaben zum Denkmal auf Deutsch. |
| Metadaten:               | Zusätzlich werden, wenn in den persönlichen Einstellungen das Helferlein Dauerhaftes Einblenden von Metadaten aktiviert ist, ebensolche angezeigt. |

- Karte mit allen Koordinaten:
- OSM |
- WikiMap